# 日米共同方面隊指揮所演習

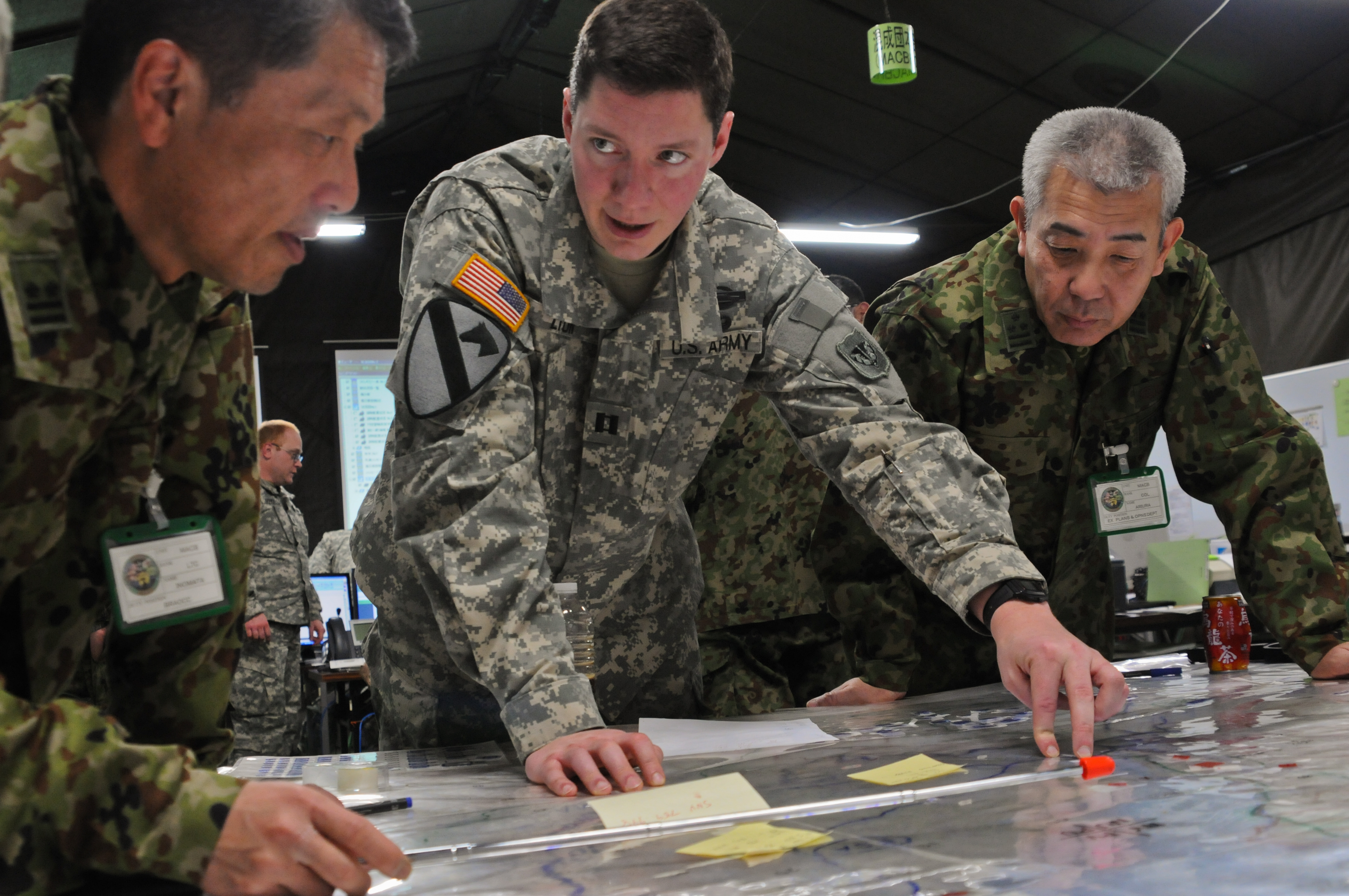
陸上自衛隊伊丹駐屯地で2012年に開催されたヤマサクラ61（YS-61）

日米共同方面隊指揮所演習（にちべいきょうどうほうめんたいしきじょえんしゅう、英語: Yama Sakura、略称：YS）は、陸上自衛隊とアメリカ軍陸上部隊（アメリカ陸軍・アメリカ海兵隊）の間で行われる指揮所演習。「ヤマサクラ」とも。
「それぞれの指揮系統に従って、共同して作戦を実施する場合における方面隊以下の指揮幕僚活動を演練し、その能力の維持・向上を図る」目的で行われるものである。1982年（昭和57年）に第一回演習が行われ、以来、年に約2回のペースで開催されている。内容は秘密とされる。
2023年（令和5年）には、オーストラリアとフィリピンが日米以外で初めて正式に参加する。

## 演習歴
令和5年度日米豪共同指揮所演習（YS-85）
- 目的：陸上自衛隊、米陸上部隊豪陸軍が共同して作戦を実施する場合における指揮幕僚活動を演練し、その能力の維持向上を図る。
- 期日：2023年（令和5年）11月30日（木）～12月12日（水）

- 場所：朝霞駐屯地、東千歳駐屯地、仙台駐屯地等

- 演習実施部隊等：陸上幕僚監部、陸上総隊、北部方面隊、東北方面隊、教育訓練研究本部、補給統制本部等

令和6年度日米豪共同指揮所演習（YS-87）
- 目的：陸上自衛隊、米陸軍、米海兵隊および豪陸軍が共同して作戦を実施する場合における指揮幕僚活動を演練し、その能力の維持・向上を図る。

- 期日：2024年（令和6年）12月2日（月）～12月14日（土）
- 場所：朝霞駐屯地、健軍駐屯地等
- 演習実施部隊等：
  - （1）自衛隊
    - 統裁官：陸上幕僚長
    - 演習部隊長：陸上総隊司令官、東部方面総監、 西部方面総監
    - 実施部隊：陸上幕僚監部、陸上総隊、東部方面隊、西部方面隊、教育訓練研究本部、補給統制本部等

  - （2）米軍
    - 統裁官：太平洋陸軍司令官
    - 演習部隊長：第1軍団長、第3海兵機動展開部隊司令官
    - 実施部隊：太平洋陸軍司令部、在日米陸軍司令部、第1軍団、第3海兵機動展開部隊、第3マルチドメイン・タスクフォース、第593兵站コマンド等

  - （3） 豪陸軍
    - 演習部隊長：第1師団長
    - 実施部隊：第1師団